# État initial (étude d'impact)
 (janvier 2014).
Si vous disposez d'ouvrages ou d'articles de référence ou si vous connaissez des sites web de qualité traitant du thème abordé ici, merci de compléter l'article en donnant les références utiles à sa vérifiabilité et en les liant à la section « Notes et références ».
Une « situation de référence » (ou « état de référence », « état initial », « état-zéro » ou « état t-zéro ») est – dans le domaine de l'évaluation environnementale et de la gestion des ressources naturelles – un document décrivant un espace (paysage, élément de paysage, habitat naturel, etc.) à un moment précis. C'est par rapport à cet état spatiotemporel de référence que seront quantitativement et géographiquement évaluées d'éventuelles futures modifications de l'environnement local.
Ce type d'état des lieux est réalisé par exemple comme :
- élément d'étude d'impact (réglementaire ou volontaire), afin de fournir un point de référence concernant un site qui sera amenée à évoluer sous l'effet de pressions anthropiques nouvelles (ex : construction d'une route, d'un canal, d'une zone industrielle...), afin d'éventuellement atténuer des impacts écologiquement dommageables et imprévus ou de les compenser, ou encore pour réorienter les actions de gestion ;
- élément de référence dans le domaine de l'urbanisme pour les SCOT et les PLU ; il est selon le CGDD (2011) « une des pièces essentielles du rapport de présentation des documents d'urbanisme. Il a un double rôle : d’une part, il contribue à la construction du projet de territoire par l'identification des enjeux environnementaux, et d’autre part, il constitue le référentiel nécessaire à l’évaluation et l’état de référence pour le suivi du document d’urbanisme. C’est donc la clé de voûte de l’évaluation environnementale, à laquelle une attention particulière doit être portée sur le fond, mais aussi sur la forme afin de permettre son appropriation par un public n’ayant pas nécessairement les connaissances techniques »[1].
- état de référence permettant de mesurer les effets d'un plan de gestion, de gestion restauratoire visant à diminuer ou effacer ces pressions ;
- état de référence pour une expérience scientifique nécessitant la mesure d'effets sur l'environnement.

Sans jamais pouvoir être absolument exhaustif, étant donné la complexité des écosystèmes et des services écosystémiques, « il ne doit pas préjuger de ce qui peut faire enjeu pour le territoire et doit traiter de toutes les thématiques de l’environnement, au sens large du terme, permettant de caractériser son état et son évolution » ; il doit être assez précis et pertinent pour permettre de détecter et quantifier les futures évolutions physiques et écologiques du milieu, afin d'évaluer leurs effets généraux et particuliers sur le site et sur sa biodiversité. 
C'est le premier stade d'une démarche d'évaluation environnementale et socio-économique construite sur le modèle « État-Pression-Réponse », modèle couramment utilisé depuis les années 1990. Il fait partie de la catégorie de documents contenant de l'information environnementale, et est donc concernée par la convention d'Aarhus (sur l'accès à l'information environnementale), et – pour ce qui concerne les cartographies qu'il contiendrait – à la directive Inspire). Si son contenu le permet, il peut éventuellement être publié avec une approche Open data sur l'Internet, pouvant alors aussi devenir un point de départ pour d'autres évaluations, études ou compléments.

## Dans le cas d'une étude réglementaire d'impact
Un état initial est en France un élément obligatoire du processus d'étude d'impact  dans lequel le premier volet de l'étude doit être « une analyse de l’état initial du site et de son environnement, portant notamment sur les richesses naturelles et les espaces naturels agricoles, forestiers, maritimes ou de loisirs, ainsi que sur les biens matériels et le patrimoine culturel susceptibles d'être affectés par le projet ». Dans le cadre d'une étude d’impact réglementaire, cet état initial concerne « la zone et des milieux susceptibles d’être affectés par le projet, portant notamment sur la population, la faune et la flore, les habitats naturels, les sites et paysages, [...] les continuités écologiques telles que définies par l’article L. 371-1, les équilibres biologiques, [...] le sol, l’eau, [...] les espaces naturels, agricoles, forestiers, maritimes ou de loisirs, ainsi que les interrelations entre ces éléments » (article R.122-5.-II du Code de l'environnement). 
L’état initial correspond dans ce cas « à l’état du site au moment du dépôt de la demande d’autorisation du projet ».
Plusieurs méthodes de réalisation de ce travail sont généralement possibles ; les « méthodes utilisées pour établir l’état initial [...], et lorsque plusieurs méthodes sont disponibles, une explication des raisons ayant conduit au choix opéré » doivent être présentées par l'étude d'impact.
Ce document doit être communiquée à l’« autorité compétente » (la DREAL le plus souvent en France) et avant le commencement des activités envisagées. Il est souvent accompagné d'un résumé non technique afin d'être mieux compris par les non-spécialistes.

## Échelles spatiales et temporelles
La plupart des états initiaux sont réalisés à petite échelle, par exemple pour des réserves naturelles, ou sur des surfaces linéaires (études d'impacts d'infrastructures linéaires), mais à échelle mondiale, une sorte d'état initial global a été récemment réalisé : c'est l'Évaluation des écosystèmes pour le millénaire conduit par de nombreux experts dans le monde entier, sous l'égide de l'ONU. 
Des échelles intermédiaires (biogéographiques ou régionales) sont parfois envisagée (par exemple en France dans le cas des profils environnementaux régionaux et des schémas régionaux de cohérence écologique, en partie sur la base d'indicateurs agrégés et en France de synthèses faites à partir d'« états-zéro » plus locaux ainsi que  sur la base d'inventaires tels que les ZNIEFFs, des DOCOBs et d'autres bases de données (ex. : Inventaire national du patrimoine naturel) pouvant contribuer à l'analyse de certains phénomènes écologiques se déroulant à grande échelle (dont impliquant par exemple des modifications climatiques). 

## Cohérence du périmètre de la zone à étudier
Le site concerné peut être un milieu terrestre et/ou aquatique, urbain, agricole, naturel ou semi-naturel, voire le milieu géologique plus ou moins profond [par exemple dans le cadre d'un projet de creusement de canal, de percement de tunnel, ou encore de prospection et/ou exploitation d'hydrocarbures non conventionnels (gaz de schiste ou gaz de couche, ou de projet de site de stockage souterrain profond... ].
Un site étant rarement totalement écologiquement isolé, la zone d'étude sera donc plus large que le site ciblé par l'étude.

La nature et l'étendue du contexte à étudier dépend de la nature et de l'importance du projet, et des types d'impacts attendus ; par exemple : 
- si les impacts attendus concernent plutôt les nappes, l'état zéro devra être plus précis concernant l'hydrogéologie et la qualité des eaux souterraines ;
- si les impacts attendus concernent l'air, l'étude fera un focus sur la qualité initiale de l'air et les dépôts secs ou humides d'origine atmosphérique, des mesures d'aérosols, etc.
- si les impacts attendus concernent plutôt le bruit l'état-zéro accordera plus d'attention respectivement à la mesure du bruit et de l'état de l'environnement nocturne et sur les espèces vulnérables au bruit (oiseaux chanteurs par exemple)
- si l'impact dominant attendu est de type « pollution lumineuse, l'étude s'intéressera un peu plus aux halos lumineux, à la qualité du ciel nocturne (échelle de Bortle) et aux sources de lumière nocturne, et on cherchera à mieux inventorier les espèces lucifuges, les espèces au contraire attirées par la lumière et les taxons vulnérables (lucioles, chauve-souris, oiseaux nocturnes, certains crustacé et poissons, etc.) :

La configuration de la zone à étudier évoquera parfois un patchwork de milieux sans autre cohérence que leur proximité du futur ouvrage (par exemple la bande de 300 m de part et d'autre des variantes d'un projet d'autoroute, de canal ou de nouvelle ligne à haute tension.
Dans d'autres cas, il s'agit d'une zone écopaysagèrement beaucoup plus cohérente, une île par exemple (Ainsi, en prévision de la restauration écologique de la réserve intégrale de l’île de Bagaud dans le parc national de Port-Cros (archipel des îles d'Hyères faisant face au Var en France), l'île a fait l'objet d'un état-zéro approfondi. Cet état zéro a montré une situation dégradée liée à une pression anthropique déjà ancienne et la présence de plusieurs espèces invasives (dont des griffes de sorcière (Carpobrotus spp.) et le rat noir (Rattus rattus). Des opérations d'éradication de ces deux taxons ont été prévues, avec un suivi dans le temps « d’un panel de taxons indigènes sur un pas de temps décennal selon des protocoles standardisés, légers et facilement reproductibles ». 
Dans tous les cas d'éventuels écotones, corridors biologiques existants et les liens importants entretenus par le site avec son environnement proche (ou lointain en présence d'espèces « grandes migratrices ») doivent aussi être étudiés.

## Cause/source de la réalisation d'un état-zéro
La cause de l'évolution envisagée peut être par exemple :
- des aménagements ou travaux publics ou privés (route, voie ferrée, canal, aéroport, barrage hydroélectrique...)
- un changement d'affectation du sol, etc.

Ces travaux peuvent être prévus sur le site lui-même où assez près de ce site pour qu'il en soit écosystémiquement affecté.

## Motivations de celui qui produit un état-zéro
Plusieurs cas de figurent se rencontrent, dont : 
1. l'obligation administrative et légale (étude d'impact de plans, projets et programmes en Europe, établissement de mesure compensatoire lors d'une étude d'impact, étude d'incidence quand un site Natura 2000 est concerné par exemple, plan de gestion d'un parc naturel marin[7], etc.) ;
2. l'acte volontaire d'un propriétaire ou d'un gestionnaire de milieu qui souhaite faire un bilan sur lequel appuyer de futures évaluations ; ex : Préparation d'un plan de gestion d'un milieu naturel par un conservatoire d'espaces naturels ou un autre gestionnaire public ou privé (le 1er des 4 volets d'un plan de gestion-type de réserve naturelle nationale est « une description et une analyse de l’état initial de la réserve »[8] ;
3. la production d'un état initial de l'écosystème forestier d'une réserve naturelle[9] ; la réalisation d'un état-zéro dans le cadre de l'instauration d'une réserve forestière[10]
4. le besoin d'un état initial préalablement à l'obtention d'un écocertificat de type FSC (Forest Stewardship Council).

### Cas d'une action «volontaire» d'établissement d'un état t-zéro
Deux principaux types de situations justifient la réalisation d'un tel travail : 
- une action de conservation de la nature (typiquement gestion d'une réserve naturelle, d'un parc national), ou
- le besoin de preuves matérielles à fournir dans un processus d'écoéligibilité (certaines mesures agroenvironnementales ou subventions) ou d'écocertification agroécologique ou d'agriculture intégrée pour laquelle des critères précis d'évaluation manquent[11] ou encore pour une forestière)

#### Cas d'une réserve naturelle
Il s'agit d'établir rationnellement les raisons conduisant à une action de gestion sur un écosystème en matière de préservation de sa biodiversité, et de contrôler à terme si les objectifs qui l’ont motivée ont été atteints ou non.
Il faut pour cela disposer avant d'entreprendre les actions de gestion restauratoire (« t-zéro ») un bilan reposant sur des informations qualitatives et quantitatives, et géoréférencées. Ceci implique de disposer d'une cartographie précise du milieu, et passe par ex. par des inventaires de faune, flore, fonge, microbes, et une cartographie des habitats et de flore).
Les informations quantitatives sont fournies par des estimations d'effectifs, des indices d’abondance, des informations sur la fitness (succès de reproduction d'espèces-cibles), des cartes de populations/métapopulation et/ou de répartition temporelle par exemple liées à des migrations vers une zone de reproduction ou de nourrissage, etc.) relatives à la faune et à la flore autochtones (Pascal et Chapuis, 2000). Après validations, ces protocoles seront mis en œuvre pendant toute la période post éradication. La comparaison entre les données biologiques acquises avant l’éradication et après sa mise en œuvre permettra d’évaluer l’effet des opérations de restauration.
Ce travail doit être fait sur la base de protocoles standardisés, reproductibles, et si possibles assez « légers » afin de permettre des comparaison temporelles pour le même site, ou avec des sites similaires ou fonctionnellement liés à celui qui fait l'objet de l'état-zéro. 
Dans certains cas, les protocoles cibleront des espèces patrimoniales ou jugées très bioindicatrices. Il est parfois nécessaire de les adapter aux caractéristiques du site (par exemple en raison d'un manque d'accessibilité sur falaises, surplombs, canopée ou en présence de zones d'épineux denses qui empêchent des inventaires et échantillonnages aléatoires ou suivant des transects ou un carroyage idéal).

### Cas d'une obligation réglementaire
Les premières étapes sont les mêmes que ceux décrits ci-dessus, mais l'analyse et l'interprétation des données tiendra compte des impacts plausiblement ou certainement induites par l'ouvrage et/ou la modification de l'affectation des sols prévus (ex. : remembrements induits par une nouvelle route, passage d'une forêt primaire à une culture de palmiers à huile, etc.).

## Enjeux et utilité d'un état-zéro
Pour un gestionnaire de réserve naturelle, l'« état de référence» joue plutôt le rôle d'un bilan de santé. 
Dans le cas d'une étude d'impact, il joue également un rôle de preuve. Il est également utile et nécessaire pour mieux anticiper les impacts physiques, chimiques, écologiques, radiologiques et écosystémiques de travaux, d'un plan, d'un programme ou d'un projet devant directement ou indirectement concerner le milieu naturel concerné, ou en particulier une espèce (protégée éventuellement) ou une biocénose remarquable, vulnérable, en danger, etc.  
Une première utilisation est immédiate (vocation de profil environnemental à l'instant T0). Les utilisations futures seront interprétatives (les écologues devront différencier les évolutions « normales » et « naturelles » du milieu, de celles qui le dégraderont anormalement pour des raisons anthropiques ou autres). 
Une bonne cartographie et un bon état-zéro sont également nécessaires à une modélisation crédible, et par exemple utile pour mieux apprécier les « impacts » positifs et/ou négatifs récents, en cours (et potentiels à venir). 
Sur ces bases plus concrètes et plus objectives qu'une simple évaluation « à dire d'expert », une première analyse de la pertinence d'un projet pourra être faite (par exemple par rapport aux enjeux de vulnérabilité physique du milieu (face à l'érosion par exemple), ou encore par rapport à son degré de sensibilité ou vulnérabilité écologique. 

Cette donnée permet aussi de mieux évaluer la résilience du milieu, de l'écosystème, de certaines espèces ou de la nappe phréatique sous-jacente, ou encore d'une masse d'eau voisine, etc.) à la suite des pressions (directes ou indirectes, immédiates ou différées dans le temps) envisagées sur le site ; 
Si les conclusions tirées de l'analyse de cet état des lieux n'ont pas conduit abandonner le projet (qui paraissait peut-être dans un premier temps pertinent), ou à lui préférer une alternative ; ce document aura par la suite d'autres fonctions importantes :
L'état de référence sera en effet nécessaire pour :
- établir une solide base de comparaison (à partir d'un temps-zéro, pour les études naturalistes qui nécessitent souvent des comptages d'individus et d'espèces par exemple) ; En France, l'Art. R. 122-5 du CE précise que « Le contenu de l’étude d’impact est proportionné à la sensibilité environnementale de la zone susceptible d’être affectée par le projet, à l’importance et la nature des travaux, ouvrages et aménagements projetés et à leurs incidences prévisibles sur l’environnement ou la santé humaine » ; Le principe de proportionnalité nécessite donc d'analyser préliminairement l'état initial.
- « caler » d'éventuelles modélisations ;
- mesurer l'importance quantitative et qualitative des évolutions qui pourraient ensuite être constatées, qu'il s'agisse d'évolutions du milieu, de l'ambiance (sonore, lumineuse, thermo-hygrométrique, de la température), dévolutions physiques (densité, turbidité, salinité, oxygénation, pureté de l'eau), chimiques (pollutions par des métaux lourds par ex), radiologique, etc. Ces effets pouvant s'exercer sur le sol, l'air, l'eau, la faune, de la flore, la fonge, des écosystèmes (et les services écosystémiques qu'ils rendent), etc.) ;
- la vitesse des changements qui seront éventuellement observés (sur différents pas de temps, adaptés aux espèces et fonctions écosystémiques observées) ;
- en déduire des tendances pour l'avenir (prospective)
- évaluer et éventuellement réorienter les mesures de compensation, restauratoires, de gestion restauratoire ou de conservation...
- mieux comprendre la cause (éventuellement synergique) des changements observés.
- dans le cas d'une étude d'impact en France, pour la construction de l'étude d’impact qui doit comporter Citation|une analyse de l’état initial de la zone et des milieux susceptibles d’être affectés par le projet, portant notamment sur la population, la faune et la flore, les habitats naturels, les sites et paysages, […] les continuités écologiques telles que définies par l’article L. 371-1, les équilibres biologiques, […] le sol, l’eau, […] les espaces naturels, agricoles, forestiers, maritimes ou de loisirs, ainsi que les interrelations entre ces éléments. » L’étude d’impact doit également présenter les « méthodes utilisées pour établir l’état initial […], et lorsque plusieurs méthodes sont disponibles, une explication des raisons ayant conduit au choix opéré[12]

## Qui peut effectuer un état initial et dans quels cadres?
Sur des milieux de grande taille, rares ou complexe, ce travail est pluridisciplinaire et ne peut généralement être réalisé que par des bureaux d'études ou agences spécialisés, des universités, thésards, etc. 
Le contenu et la méthode des études d'impacts demandées par les administrations sont cadrées par la réglementation (via le Code de l'environnement en France et dans d'autres pays).
- En Europe, depuis 2001, la directive no 2001/42/CE du Parlement européen et du Conseil du 27 juin 2001 relative à l’évaluation des incidences de certains plans et programmes sur l’environnement dite « directive EIPPE », impose une évaluation environnementale renforcée de certains plans et programmes, de manière à intégrer le plus en amont possible les enjeux environnementaux dans ces plans, programmes et projets, pour un développement plus durable du territoire. Cette évaluation repose sur l'analyse d'un état initial de l’environnement et des effets (positifs ou négatifs) des actions envisagées sur ce dernier. La directive préconise les mesures d’accompagnement visant à éviter, réduire ou compenser[13] les effets néfastes que le projet aurait sur l’environnement et la santé publique ;  elle impose aussi la consultation spécifique d'une autorité environnementale[14].
- En France, dans le domaine de l'urbanisme et de l'aménagement du territoire, c'est la loi de protection de la nature du 10 juillet 1976 qui a introduit une évaluation des documents d'urbanisme et pour cela une intégration dans les rapports de présentation des documents d’urbanisme (anciens POS puis anciens SDAU) une analyse de l’état initial de l’environnement et une appréciation de « la mesure dans laquelle le schéma ou le plan prend en compte le souci de sa préservation ». Cette tendance c'est renforcée à partir des années 1990 et récemment avec la loi SRU qui a confirmé et précisé la nécessité d'une évaluation systématique vis-à-vis de l’environnement de chaque SCOT et PLU, en s'appuyant sur un état initial de l’environnement[14]. La loi n'a pas imposé de liste précise de thèmes à traiter dans l’état initial[1], mais le CGDD a rappelé en 2011 que cet état initial doit aussi maintenant « répondre aux exigences de la directive EIPPE[15] et du code de l'urbanisme (article L121-1) portant respectivement sur les champs de l'environnement sur lesquels doit porter l'évaluation environnementale et sur les objectifs des SCOT et des PLU »[1] en tant que plans et programmes (certaines cartes communales) sont également concernées pour la même raison[14].

## Rendu final
L'étude est généralement rendue sous forme d'un document papier (et depuis quelques années en format numérique), et est de plus en plus souvent accompagnée de bases de données exploitables sur un système d'information géographique, de photos, plans, cartes, films, vues aériennes éventuellement faites dans l'infrarouge, l'ultraviolet, etc.).

## Contenu, méthode

### Durée des inventaires
L'état-zéro repose sur des inventaires saisonniers. Ces inventaires, sauf pour des espèces non mobiles et à développement lents telles que les arbres, doivent être répétés sur plusieurs années (au moins sur deux ans consécutifs) afin de lisser les effets de contrastes saisonniers interannuels (certaines saison ou années sont inhabituellement chaude, froide, sèche ou humide ou pour lisser d'autres phénomènes contextuels et momentanés (abondance ou rareté inhabituelle d'une espèces, épidémie momentanée, etc.).

### Niveau de précision
Il varie selon les études et contextes, mais on admet en général que ce travail doit demander des efforts raisonnables dans les conditions techniques, scientifiques et financières du moment où il est réalisé. 

Par exemple en France dans le domaine de l'urbanisme, le législateur a tenu à préciser que ne sont demandées « que les informations qui peuvent être raisonnablement exigées, compte tenu des connaissances et des méthodes d'évaluation, du contenu et du degré de précision existant à la date à laquelle le document est élaboré, de son contenu et de son degré de précision ». 
Certaines régions et l’État mettent à disposition de tous (en Open data) des cartographies précises et des outils de cartographie susceptibles d'aider les communes et collectivités à plus facilement affiner leur état des lieux (cartographie ARCH des habitats naturels dans le Nord-Pas-de-Calais par exemple).

### Cas particuliers
Des adaptations méthodologiques et matérielles sont parfois nécessaires, par exemple dans les milieux extrêmes ou sous la mer. 
En France, l'inventaire national des habitats marins patrimoniaux (appuyé par un « programme de cartographie des habitats marins » dit CARTHAM, sur 400 000 km2)  a commencé, avec un triple objectif : 
1. établir l’état initial biologique de tous les sites Natura 2000 en mer conformément à la directive européenne habitats (1992)[19] ;
2. établir l’état initial biologique et l’approche éco-fonctionnelle des périmètres d'étude des projets de parcs naturels marins[19] ;
3. instaurer la prospection nécessaire à l’établissement de l’inventaire national des Zones naturelles d’intérêt écologique faunistique et floristique (ZNIEFF Mer)[19].

### Contenu de l'état initial
Il contient généralement
- un volet de description géophysique du site concerné. Ce volet contient notamment des données descriptives sur le relief (altitude, pente, description géomorphologique, etc. avec éventuel modèle numérique de terrain). 
Il contient aussi des données sur le cycle de l'eau, le sous-sol, la géologie et l'hydrogéologie ;  
un volet abiotiques porte par exemple sur les données de température, pluviométrie, anémométrie, collectées de manière à pouvoir décrire les moyennes et les extrêmes ainsi que les courbes saisonnières) ;
- une histoire du site (quand elle est connue) ; 
S'agit-il d'une friche industrielle, d'un site autrefois cultivé ? d'une zone de sylviculture, ou d'un marais ancien ou d'une relique de forêt primaire ?...
- une description du contexte biogéographique et écopaysager ; le site est-il écologiquement insularisé ou s'inscrit-il au contraire dans un maillage écologique à forte connectivité ? Est-il soumis à des pressions anthropiques ou au contraire situé dans un contexte de forte naturalité, etc.)
- un inventaire naturaliste suffisant pour décrire les caractéristiques floristique, faunistique, fongistique et écologiques du site. Seule une petite partie des espèces et groupes taxonomiques pourra être raisonnablement inventoriée et étudiée. Les évaluateurs ciblent donc généralement quelques dizaines de taxons (plus si la zone étudiée est vaste et riche en biodiversité). Il s'agit d'espèces jugées bioindicatrices, choisies en fonction du milieu et des enjeux liés au milieu et contexte historique et écopaysager ; 
Un volet de données complémentaires d'intérêt écosystémique et permettant d'évaluer la fonctionnalité des milieux complète ce travail : profil pédologique, évaluation de la banque de graines du sol, mesure de la respiration du sol, évaluation du puits de carbone et du rapport C/N, du COT, de l'azote total, recherche d'éventuelles carences minérales, etc.). en lien avec les quelques dizaines d'indicateurs d'état physicochimique ou biologique généralement retenus pour le suivi à long terme. De plus, un nombre croissant de données fournies par des Agences mondiales ou européenne, les observatoires nationaux régionaux ou locaux de la biodiversité sont disponibles, et plusieurs index d'évolution d'espèces-clé ou de groupes d'espèces jugées bioindicatrices sont maintenant disponibles et peuvent appuyer les états-zéro locaux, dont par exemple :
  - Index Planète vivante mis en place par le WWF à échelle mondiale) ;
  - les listes rouges d'espèces menacées de l'UICN
  - le programme STOC en France ;
- Des cartes thématiques, des cartes de synthèse.

Sur la base des mêmes principes, ce contenu (comme les protocoles de suivi) peut être adapté à des milieux sous-marins, souterrains, polaires, densément boisés, etc. Et des dispositifs de sciences participatives commencent aussi à être mobilisés pour collecter certaines informations environnementales, qui pourront ensuite être utiles pour un état initial plus précis.

## Règlementation
Les contenus, méthodes et délais d'études d'impact réglementaires sont cadrés par le droit de l'environnement  qui varient selon l'époque, les pays et les contextes ; La jurisprudencepeut aussi préciser l'interprétation de la Loi.  Par exemple pour la France : « Sur la base de la jurisprudence, la circulaire du 27 septembre 1993 sur les études d’impact indique que l’état initial « [...] doit s’appuyer sur des investigations de terrain et des mesures sur le site, et ne pas se fonder uniquement sur des données documentaires et bibliographiques. Cet état ne doit pas consister seulement à présenter toutes les données disponibles, il doit les hiérarchiser, mettre l’accent sur leur dynamique, et faire ressortir les composantes de l’environnement les plus vulnérables aux travaux envisagés. On peut dès cette étape déterminer quels éléments du milieu pourraient faire l’objet d’un suivi ultérieur ».
Des cas particuliers ou problèmes émergents apparaissent au gré des évolutions techniques (forages profonds, fracturation hydraulique) et biotechnologiques (utilisation de microbes et de virus, apparition dans les années 1990 de microbes génétiquement modifiés, de culture en plein champ de plantes transgéniques, de cultures d'arbres transgéniques et d'élevage d'animaux transgéniques ont motivé de nouveaux cadres réglementaires ou des recommandations (susceptibles d'être mis à jour au rythme des retours d'expérience et des progrès de la connaissance). 

Ainsi, en Europe, en 2014, la Commission européenne a produit une recommandation « relative aux principes minimaux applicables à l'exploration et à la production d'hydrocarbures (tels que le gaz de schiste et le gaz de couche) par fracturation hydraulique à grands volumes », qui précise la définition de l'état initial demandé dans le cas de projets d'exploration ou d'exploitation de gaz non conventionnel, en particulier de gaz de couche ou de gaz de schiste pour lesquels à partir de mi-2014, l'Europe demande que la situation de référence soit définie pour :
a) la qualité de l'eau et les caractéristiques de débit (pour les eaux de surface et des eaux souterraines) ;
b) la qualité de l'eau aux points de captage d'eau potable ;
c) la qualité de l'air ;
d) l'état du sol ;
e) la présence de méthane et d'autres composés organiques volatils dans l'eau ;
f) la sismicité ;
g) l'utilisation des terres ;
h) la biodiversité ;
i) l'état des infrastructures et des bâtiments ;
j) les puits existants et les structures abandonnées.

## Compléments d'étude
- Sur des sites déjà dégradés et que l'on souhaite restaurer, ou quand on vise un retour au « bon état écologique », l'état-zéro (qui ne décrit que l'existant) sera accompagné et complété d'une étude d'écopotentialité qui vise à définir ce que serait l'état idéal du site dans son contexte biogéographique.

- Dans certains cas, des échantillons de sol, de plantes ou animaux peuvent être congelés et mis en attente pour éventuelles futures analyses comparatives de teneur en ADN, en métaux, en métalloïdes, en pesticides, en organochlorés, en organophosphorés, en oligoéléments ou nutriments. 
Cette mise en attente n'est cependant pas pertinente pour l'étude des radionucléides dont une partie sont caractérisés par une courte demi-vie radioactive. Ces derniers nécessitent des analyses faites rapidement et périodiquement renouvelées.

## Limites et contraintes
Les principales limites sont généralement :
- le coût de ce type d'études ;
- le manque de temps ;
- le manque de compétences pointues (en taxonomie notamment) nécessaires pour une partie des inventaires naturalistes et/ou d'expertise pour leur interprétation écosystémique fine.

D'autre part, un état initial ne dit rien de la dégradation déjà subie par un site dans un passé plus ou moins récent ou par rapport à son écopotentialité quand son passé n'est pas connu. 
Une difficulté à mesurer certains « écarts à la normale » peut advenir dans les zones depuis longtemps anthropisées. Par exemple, une teneur du sol et/ou de l'eau élevée en ions métalliques toxiques pouvant sembler normale ou naturelle est parfois en réalité l'indice ou la résultante de séquelles industrielles ou de séquelles de guerre, voire de séquelles bien plus anciennes, par exemple de pollutions induites par les mines de plomb, d'argent ou de mercure datant de l'époque romaine, dont les polluant mobiles peuvent depuis 2 000 ans environ s'être déplacées dans le bassin versant ou avoir été localement bioconcentrées.
Il est parfois utile d'ajouter un volet  « sciences humaines » à l'état-zéro. C'est le cas des sites très convoités pour leur richesse minérale (gisement d'or, de diamants, d'uranium ou de terres rares, etc.) ou pour des sites longtemps utilisés ou convoités par l'homme pour la chasse, la cueillette, la pêche, la collecte de plantes médicinales ou révérés pour des raisons culturelles ou religieuses (bois sacrés, lieux sacrés pour les cultures indigènes, etc.).
Enfin, l'évaluation du potentiel écologique réel d'un site demande des compétences supplémentaires et souvent un travail supplémentaire, rarement effectué, et rarement demandé par les administrations ou autres instances d'évaluation (assureurs, notaires, investisseurs, etc.).

## Perspectives, prospective
Dans un contexte de dégradation globale et accélérée du climat et de l'environnement, l'évaluation environnementale tend à prendre de l'importance. Les  formations universitaires et d'ingénieurs écologues préparent les futurs évaluateurs à l'utilisation de protocoles d'évaluation de plus en plus complets, appuyés par de nouveaux capteurs et outils de mesure, ainsi que sur les progrès logiciels et informatiques, permettant (parfois à couts égaux ou moindres) de multiplier la quantité d'information collectée, sa qualité et ses possibles valorisations.
On peut citer à titre d'exemples :
- les nouveaux capteurs électroniques, sondes et logiciels permettant d'automatiser les relevés météorologiques, microclimatiques, des mesures piézométriques et/ou de débit d'eau, certaines mesures de paramètres physicochimiques de l'eau ou de l'air, grâce à des logiciels ad hoc ;
- de même l'observation visuelle bénéficie de caméras et appareils photos étanches, silencieux et automatiques qui ne se déclenchent qu'en cas de mouvements de faune devant l'objectif ; 
Des drones guidés à distance commencent aussi à être utilisés pour l'observation de falaises ou de la canopée ou de zones humides difficilement accessibles.
- le suivi des animaux bénéficie de puces émettrices ou RFID et balises émettrices (ARGOS, etc.), et d'autres systèmes de plus en plus légers et performants, dont pour l'écoute, le suivi ou le télésuivi dans le domaine de non visible (infrarouge, ultraviolet) et de l'inaudible (ultrasons permettant d'écouter les chauve-souris par exemple, hydrophone permettant d'écouter les cétacés, etc.) ;
- Les analyses génétiques sont plus faciles à faire et moins coûteuses, et la diversité biologique des microorganismes du sol ou des sédiments peuvent maintenant être approchée plus rapidement et de manière bien plus complète qu'autrefois par le « métabarcoding » qui permet par exemple de dresser des cartes de biodiversité microbienne, planctonique, etc.
- la précision grandissante de l'imagerie aérienne et satellitale et les apports de l'imagerie radar permettront sans doute des études à plus grandes échelles et de mieux disposer les réseaux de placettes de suivi.

La mobilisation de ces technologies demande cependant du temps et des compétences, ainsi qu'un support informatique parfois complexe.